# Tephritis crinita
Tephritis crinita är en tvåvingeart som beskrevs av Erich Martin Hering 1961. Tephritis crinita ingår i släktet Tephritis och familjen borrflugor.
Artens utbredningsområde är Afghanistan. Inga underarter finns listade i Catalogue of Life.